# Eurybia hari
Eurybia hari är en fjärilsart som beskrevs av Archibald C. Weeks 1901. Eurybia hari ingår i släktet Eurybia och familjen Riodinidae. Inga underarter finns listade i Catalogue of Life.